# 레기나 룬드
레기나 샬로타 테오도라 룬드(Regina Charlotta Theodora Lund, 1967년 7월 17일 ~ )는 스웨덴의 배우, 가수이다.